# 林宏 (作家)

作家林宏

林宏（？—2023年4月30日），笔名肖锚、退色的子弹，作家、编剧，中广联合会电视剧编委会会员、中国作家协会会员，著有小说《硝烟散尽》、《风筝》、《渗透》、《苏半仙》，电视剧剧本《风筝》、《二炮手》、《耳目》、《影子·铁与血》等。其中有两部小说被改编为同名电视剧《风筝》、《渗透》。

## 生平
林宏先后毕业于锦州医学院临床医疗专业、千叶大学医学博士专业。
2004年起，开始进行小说创作，2010年发布小说《渗透》。
2023年4月30日，因病逝世，时年50岁。